# イソフラボン
イソフラボン (isoflavone) は、フラボノイドの1種である。3-フェニルクロモン (3-phenylchromone) を指し、広義には後述のイソフラボン類に属する誘導体をイソフラボンと称する。狭義のイソフラボンは生物では検出されない。生物ではフラバノンの異性化反応によって 5,7,3'-トリヒドロキシフラボンが作られ、多くは配糖体として蓄えられる。

## イソフラボン類
イソフラボン類はポリフェノールの分類のひとつで、イソフラボンを基本骨格とするフラボノイドである。ダイズ、クズなどのマメ科 (Fabaceae) の植物に多く含まれている。

## 化学と生合成
栄養学的に興味を持たれているイソフラボン類は、母核イソフラボン分子の2個あるいは3個の水素原子がヒドロキシ基で置き換わった誘導体である。母核のイソフラボンは栄養学的には興味を持たれていない。

イソフラボンのナンバリング。ゲニステイン (5-OH, 7-OH, 4'-OH) やダイゼイン (7-OH, 4'-OH) がイソフラボン類に属する。

イソフラボンはフラボン (2-phenyl-4H-1-benzopyr-4-one) とはフェニル基の位置が異なっている。
イソフラボン類は、高等植物においてフラボノイド化合物を作り出す通常のフェニルプロパノイド経路から分岐して生合成される。ヒトの食物において、ダイズが最も一般的なイソフラボン類の摂取源である。ゲニステインとダイゼインがダイズにおける主要なイソフラボン類である。フェニルプロパノイド経路はアミノ酸であるフェニルアラニンから始まり、中間体のナリンゲニン (naringenin) が2つのマメ科特異的酵素（イソフラボン合成酵素、デヒドラターゼ）によって連続してゲニステインに変換される。同様に、もう1つの生合成経路中間体であるカルコンは、3つのマメ科特異的酵素（カルコン還元酵素、II型カルコン異性化酵素、イソフラボン合成酵素）の連続した作用によってイソフラボン類ダイゼインに変換される。植物は、イソフラボン類とその類縁体を病原菌の感染やその他の微生物からの防御のためのファイトアレキシンとして利用している。加えて、ダイズはイソフラボン類を、土壌の根粒菌を刺激し窒素固定のための根粒を形成させるために使用している。

## 分布
マメ科 (Fabaceae) のほとんどの種は、多量のイソフラボン類を含有している。様々な種で含有量を解析した結果、オランダビユ (Psoralea corylifolia) が最も多量のゲニステインとダイゼインを含有していることが明らかになっている。ダイズ (Glycine max) やサヤマメ (Phaseolus vulgaris)、ムラサキウマゴヤシ（アルファルファ）もやし (Medicago sativa)、ヤエナリもやし (Vigna radiata)、葛根 (Pueraria lobata)、ムラサキツメクサの花、ムラサキツメクサもやし (Trifolium pratense) など様々なマメ科植物について、そのエストロゲン様活性が研究されている。豆腐などマメ科を原料とした加工度の高い食品は、ほとんどのイソフラボンのレベルを維持している。発酵食品である味噌では、イソフラボンのレベルが増加している。
その他のイソフラボンを含む食品としては、ヒヨコマメ（ビオカニンA、Biochanin A）やアルファルファ（ホルモネチン formonetin、クメストロール coumestrol）、ピーナッツ（ゲニステイン）などがある。
植物組織では、ほとんどのイソフラボン類は、配糖体やそれぞれの配糖体のマロン酸あるいはアセチル化抱合体として存在しており、水溶性が高まった状態となっている（en:Isoflavone-7-O-beta-glucoside 6"-O-malonyltransferaseを参照）。マロン酸抱合体は不安定なため脱炭酸によって変換される。マメ科植物がウイルスや菌による感染を受けようとすると、水溶性で移行可能なイソフラボン誘導体が加水分解を受け、感染を受けている部位でアグリコンが生成される。
大豆の作付け時期によりイソフラボンの含有量は変動し、遅く蒔くほど含有量が多いことが宮崎県の試験で報告されている。

## エストロゲン様の活性と関連代謝物

ゲニステイン

ゲニステイン(genistein)、ダイゼイン(daidzein)などのイソフラボンはエストロゲン（女性ホルモン）様の作用を有するとされる。これはヒトエストロゲン受容体に結合してアゴニストとして働くためで、このような活性を持った植物由来の化合物は植物エストロゲン（または植物性エストロゲン）と呼ばれる。しかし最新の研究（2013年 乳がんへの影響レビュー など）では、イソフラボンのエストロゲン様作用について否定的な報告もある。大豆イソフラボンのエストロゲン様作用が、イソフラボンが代謝されて産生されたエクオールによるものではないかとの仮説が立てられている。

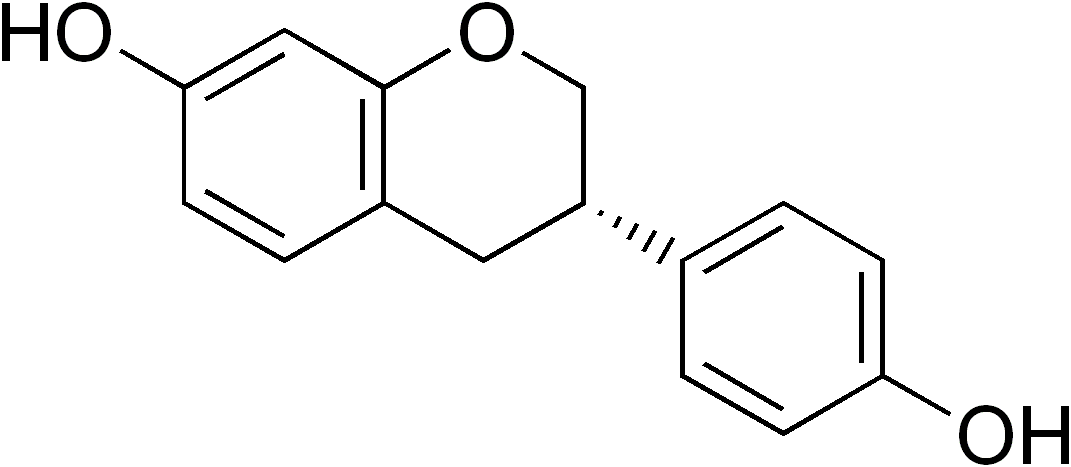
エクオール

作用の1例として、イソフラボンの一種であるダイゼインを挙げると、まずダイゼインから腸内細菌によってイソフラバンジオール のエクオールが代謝される。（ただし、エクオールを作る腸内細菌＝エクオール産生菌は約30-50%のヒトしか持っていない。）エストラジオールなどの内因性エストロゲンホルモンはステロイドであるが、エクオールは非ステロイド性エストロゲンである。
(S)-エクオールは、エストラジオール（エストロゲンの一種）と比較して、ヒトエストロゲン受容体α（estrogen receptor alpha）（ERα）に約2%の親和性を有する。また、ヒトエストロゲン受容体β（estrogen receptor beta）（ERβ）に対しても、強い（エストラジオールの20%程度）親和性を持つ。このことから、(S)-エクオールは、選択的エストロゲン受容体モジュレーター（selective estrogen receptor modulator）（SERM）の特性を部分的に有すと思われる。

## 健康に関して
エストロゲン様の活性あるいは阻害の両方が見られ、乳がんや骨粗しょう症では保護的であることを示した報告が存在する。また、研究報告には、通常の食事の範囲において予防的な結果が示されていることが多い（後述）。ただし、イソフラボンに言及する報告であっても、イソフラボン自体の効果であると確認されていないものは少なくない。期待する効用が、食習慣に由来するのかイソフラボン単独かに充分に注意することが必要である。

### 摂取量
2006年には食品安全委員会は「現在までに入手可能なヒト試験に基づく知見では、大豆イソフラボンの摂取が女性における乳がん発症の増加に直接関連しているとの報告はない」と報告している。大豆は古来よりの食経験もあって摂取されており、過剰摂取による健康被害の報告もない。厚生労働省の通知はイソフラボンを濃縮した錠剤などで摂取する場合における注意喚起であり、日常的な食生活に上乗せして摂取する場合は1日30mgを上限とするように、ということである。
厚生労働省研究班の2008年の報告では、432人の保存血液から血中イソフラボン濃度を測定し乳がんのリスクとの関連を分析したところ、欧米人より高いイソフラボン濃度での検討だったが通常の食事の範囲では心配はいらないと考えられた としている。
乳児の発達にとって母乳が最善だが、乳児が牛乳アレルギーの場合の代替品としての豆乳配合乳が用いられており、世界アレルギー機構はイソフラボンに対する懸念は2016年までのところ裏付けられていないことを報告している。
なお「骨端線の閉鎖作用（エストロゲンが持つ身長の伸びを止める作用）」を示すかについては信頼できる報告がないが、少なくとも思春期の大量摂取は避ける方が無難である。

### 病気との関連
がんリスクの抑制
2006年の西洋で実施されたメタアナリシス（複数研究結果の統合解析）では、大豆摂取に由来するイソフランボン摂取に伴って乳がんリスクのわずかな減少との関連が見いだされ、とはいえサプリメントで大量摂取するのは時期尚早であるとコメントされた。メタアナリシスにてアジアでは乳がんのリスクを低下させていたが、西洋の集団ではそうではなく、西洋ではイソフラボンの摂取量が低いためである可能性がある。
メタアナリシスでは、胃腸がんでも同様にわずかである。メタアナリシスにて前立腺癌、卵巣癌ではリスク低下の関係が見られた。メタアナリシスにて結腸直腸癌のリスクも同様の結果で、量が増えるごとに効果が増している用量反応関係が見られた。エクオールはイソフラボンであるダイゼインから腸内細菌によって産生される。疫学研究においてヒトにおけるエクオール産生能の有無と前立腺がん、乳がん、更年期障害の予防や改善効果との関連が報告されている。肺癌のリスクを低下させたメタアナリシスは大豆食品との関係である。
厚生労働省研究班による大規模なコホート研究では、食品からのイソフラボンの摂取量が多いほど日本人女性の乳がん や脳梗塞と心筋梗塞、男性の一部の前立腺癌 のリスクが低下するという相関関係が見られた。米ヴァンダービルト大学による中国での乳がん手術患者を対象とした大豆食品摂取の摂食と生存率の調査では、摂食量が多いほど死亡率・再発率は低下し摂食量と死亡・再発率は有意の逆相関関係にあることが示唆されている。ただし有意な逆相関を得た患者群の摂食量は平均的 な日本人の3倍程度である。尚、過去に乳がんの発症リスクを高めるとの報道もあったが、誤報だと指摘されている。この他、日本の国立がん研究センターによるコホート研究によると、非喫煙者の男性でのみ、イソフラボンの摂取量が多いと、肺がんの発症リスクが有意に低いと報告されている。
婦人科疾患の軽減
順天堂大学の研究によれば、納豆の摂食頻度と月経状態・月経随伴症状は有意の関係がみられ、摂食頻度の増加は症状を軽減させている可能性があるとしている。
骨粗しょう
尿中に検出されるイソフラボンの多い人ほど骨密度が高いことが指摘されている。
認知症のリスク
イソフラボン摂取が多い対象者では、認知機能障害のリスクが高かった。一方で、大豆製品の摂取量、豆腐、みそ、納豆、発酵大豆食品の摂取量は、認知機能障害との統計学的有意な関連は認められなかった。さらに、大豆の腸内細菌の代謝物であるエクオールに認知症リスクを低下させる可能性が報告されている。
副作用
豆あるいは大豆食品そのものの安全性は問題視されていない。
イソフラボンは甲状腺へのヨウ素の取り込みを阻害する作用があるため、ヨウ素欠乏の状態で大豆製品を多食したりイソフラボン大量摂取すると、甲状腺肥大をもたらす可能性がある。通常の日本食では海藻類にヨウ素が含まれている。内陸部ではヨウ素の摂取が難しいため、アメリカ、スイス、カナダ、中国などの国では、食塩にヨウ素の添加を義務付けている。

### 健康食品として
この節では、錠剤などサプリメントとしてのイソフラボンを扱う。
大豆イソフラボンは、更年期障害の改善や骨粗しょう症の予防効果があるといわれている。骨粗鬆症に対しては特定保健用食品として「骨の健康維持に役立つ」という表示が許可されたものがある。大豆イソフラボン錠剤の効用については複数のメタアナリシスが存在し、骨塩密度を有意に増加させる という報告がある一方で効果がなかった という結果も報告されている。
メタアナリシスの例
1. 「更年期の紅潮」に対し、大豆イソフラボン[47]、ムラサキツメクサ（赤クローバー）由来イソフラボン[48] の両方が[49] 有効であった。
2. 「紅潮と膣乾燥」に対する植物性エストロゲンの効果は中程度であり、夜間の発汗には効果がないようである[50]。
3. 「子宮内膜がんのリスクである子宮内膜の厚さ」に対して、全体としてみるとイソフラボン錠剤は変化を示さなかったが、用量の多い場合に厚さを減少させており、追加の研究が必要だとされた[51]。
4. 「血清脂質の改善」は、大豆製品の摂取によって生じていたが、イソフラボン錠剤では影響が見られなかった[52]。
5. 「高コレステロール血症」に対してイソフラボンのない大豆たんぱく質と、あるタンパク質を用いた試験で違いはなかった[53]。

尚、前述の通り、腸内にエクオール産生菌を持たない人の場合、エストロゲン（女性ホルモン）様作用は期待できないと考えられている。

### 養殖における利用
2024年、愛知県の水産試験場にて、養殖ウナギの飼料に大豆イソフラボンを添加する事で、オスをメスに変える技術が開発された。ウナギはメスの方がオスよりも商品価値が高いので，メスを多く養殖できると有利である。